# PageStream
A PageStream (eredeti nevén: Publishing Partner) egy asztali kiadványszerkesztő (DTP) szoftvercsomag, melyet az amerikai SoftLogik Corp. fejlesztett ki.

## Történet
A SoftLogik Corp.-ot Deron Kazmaier és Shawn Fogle alapították még 1985-ben. Először csak Atari ST-re fejlesztettek és első programjaik után 1986 áprilisában fogtak neki a Publishing Partner fejlesztésének. A teljes gépi kódú fejlesztés lényegében egyedül Deron Kazmaier munkája.
Az eredetileg Publishing Partner néven Atari ST-re kiadott programot a Comdex-en mutatták be és a Personal Publishing magazin értékelésében "átütő sikernek" nevezte. Már a legelső változat is támogatta a PostScript lapleíró nyelvet. A szoftvert 1988-ban keresztelték át PageStream-re.
1989 márciusában kiadták Amigára a program 1.5-ös változatát. Ezen a platformon a 2.0-ás változat 1992-től kezdődően három éven keresztül a legjobb amigás DTP programnak számított olvasói vélemények alapján a Amazing Computing Magazine szerint.
2000 augusztusában a SoftLogik megállapodást írt alá a Grasshopper LLC-vel a PageStream forgalmazására. Innentől a SoftLogik kizárólag a fejlesztésre koncentrál. Német nyelvterületen a Haage & Partner végezte ebben az időben a forgalmazást, továbbá ők végezték el a szoftver német nyelvű lokalizációját.

### Verziótörténet
| Megjelenés | Verzió                     | Platform                       | Megjegyzés                |
| ---------- | -------------------------- | ------------------------------ | ------------------------- |
| 1986       | Publishing Partner 1.0     | Atari ST                       |                           |
| 1988       | Publishing Partner Pro 2.0 | Atari ST                       |                           |
| 1989       | PageStream 1.5             | Amiga                          | Első Amiga változat       |
| 1992       | PageStream 2.0             | Amiga                          |                           |
| 1993       | PageStream 3.0             | Amiga                          |                           |
| 1995       | PageStream 3.0 extensions  | Amiga                          | WordWorth, JPEG támogatás |
| 1996       | PageStream 3.0             | Macintosh                      | Első Macintosh változat   |
| 1999       | PageStream 4.0             | Amiga, Windows, Macintosh      |                           |
| 2003       | PageStream 4.1             | Windows, Amiga                 | Első AmigaOS4 verzió      |
| 2004       | PageStream 4.1             | Linux                          | Első Linux változat       |
| 2005       | PageStream 5.0             | Windows, Linux, Amiga, MorphOS |                           |
| 2010       | PageStream 5.0.5           | Windows, Linux                 |                           |
| 2012       | PageStream 5.0.5           | Macintosh                      |                           |
| 2022       | PageStream 5.1.2           | Windows, MorphOS               |                           |